# Bob (Frisur)

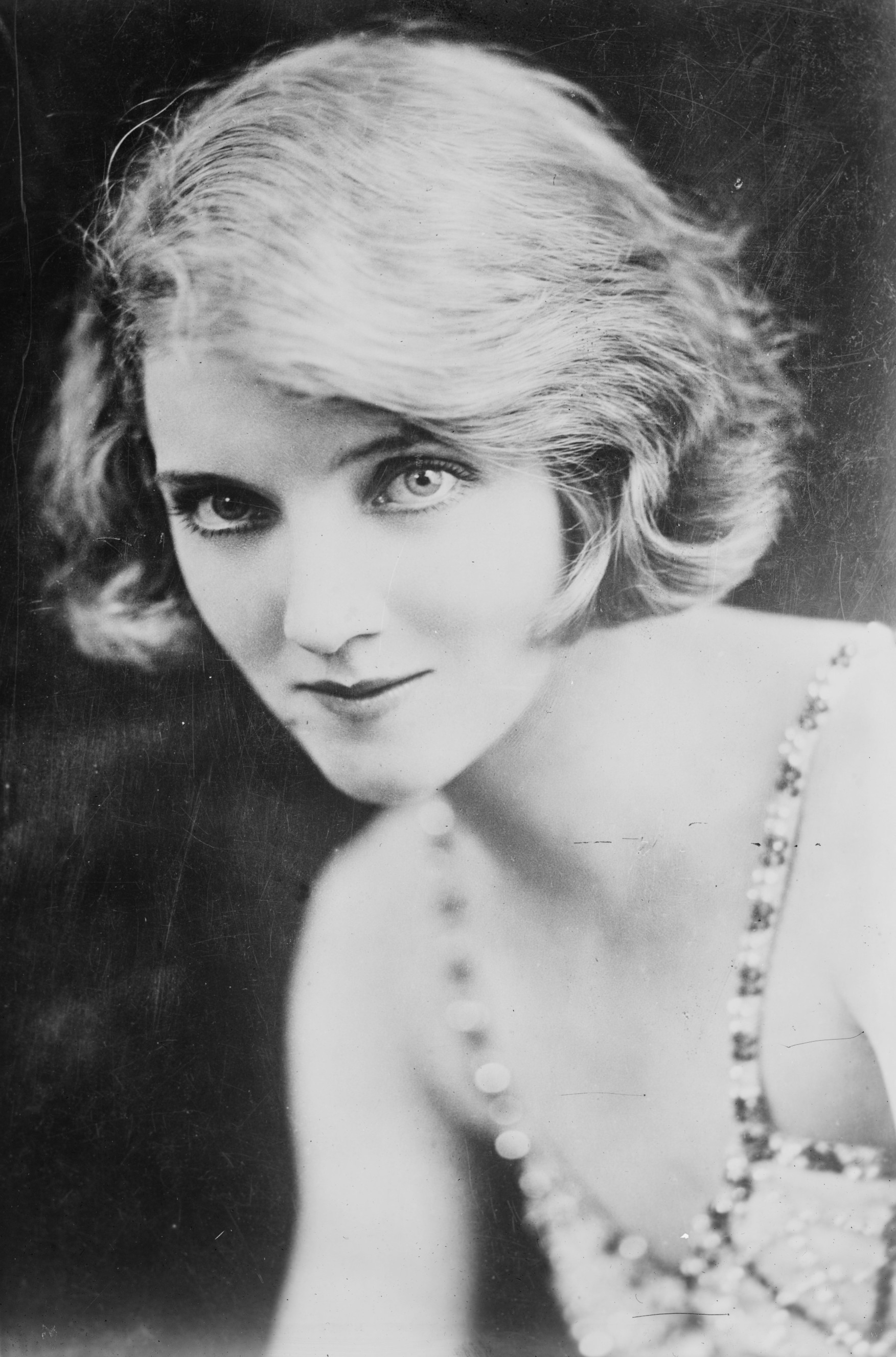
Dorothy Dickson mit Bob, 1927

Der Bob ist eine Kurzhaarfrisur, die in der klassischen Form etwa kinnlang geschnitten wird. Er gehörte zeitweilig zu den beliebtesten Frisuren und ist für jeden Haartyp geeignet. Als Trendfrisur setzte sich der Bob in den 1920er Jahren durch. In den 1960er Jahren wurde er durch den englischen Friseur Vidal Sassoon erneut populär.

## Geschichte
Bereits im Alten Ägypten trugen sowohl Frauen als auch Männer eine dem Bob ähnliche, etwa kinnlange Pagenfrisur mit geradem Pony.
Populär wurde der Bob Anfang der 1920er Jahre als Ausdruck eines neuen, emanzipierten Frauenbilds, der vor allem durch die Schauspielerin Louise Brooks weltweit Verbreitung fand. Diese Frisur wurde auch Bubikopf oder Garçon-Schnitt (abgeleitet von „garçon“, „Junge“) genannt und zeichnete sich durch kurzes, bis zum Ohrläppchen geschnittenes Haar und einen geraden Pony aus. Die Haare wurden dabei entweder glatt oder gewellt („onduliert“) getragen. Heute werden verschiedene, auch bis zu schulterlange Variationen dieses Schnitts als Bob bezeichnet.

### 1950er und 1960er Jahre

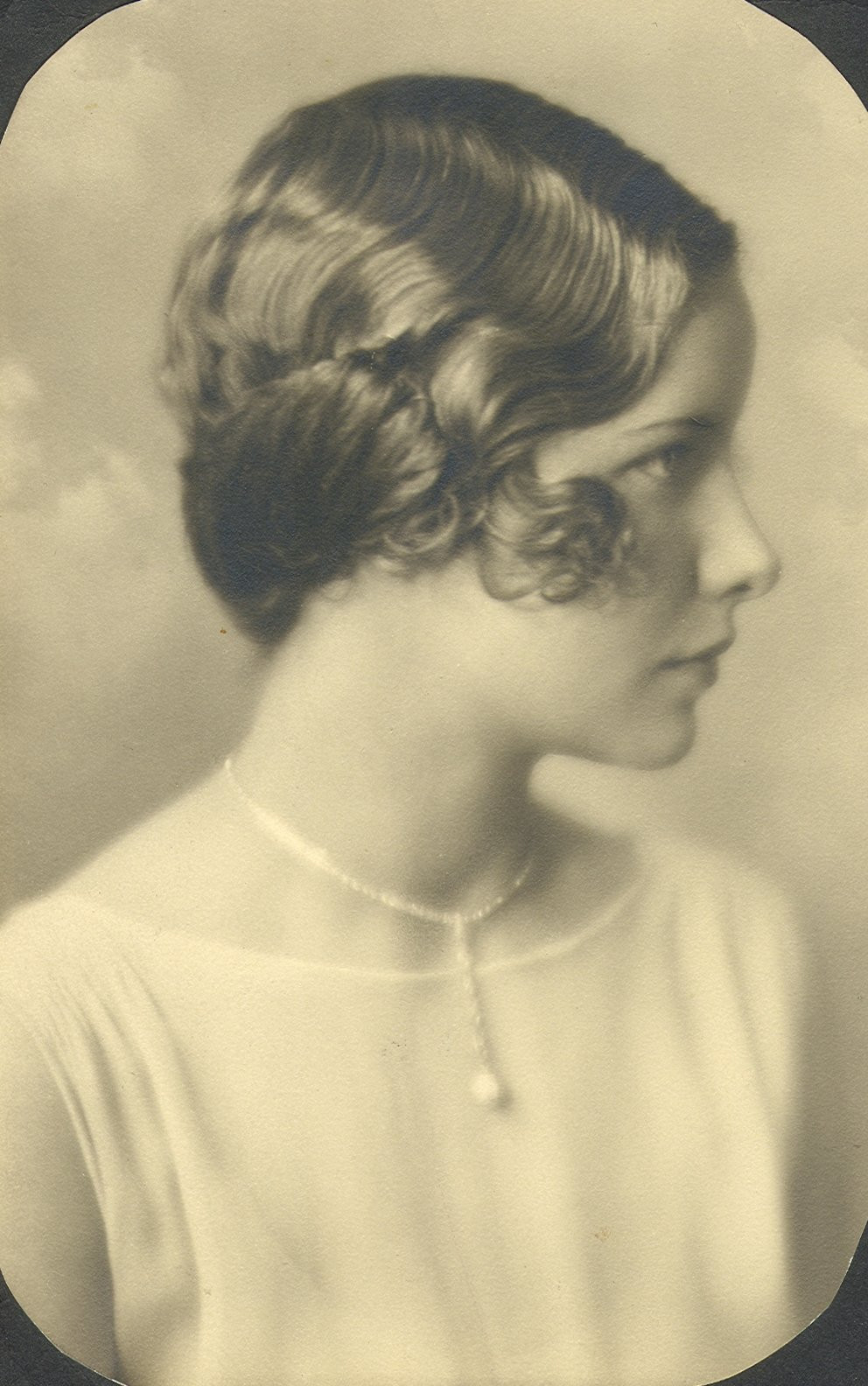
Seitlich zum „falschen Bob“ aufgestecktes Haar (Aufnahme von 1928)

Zwischen 1950 und 1960 wurde die klassische, bis zum Kiefer reichende Variante bekannt. Der Pagenschnitt wurde nach den mittelalterlichen Frisuren der englischen Pagen zu Hofe benannt. Hal Forsters Comicfigur Prinz Eisenherz trägt einen Pagenschnitt.

### Der Bob-Boom
1963 kreierte der Friseur Vidal Sassoon eine vereinfachte Variante des Garçon-Schnitts, die heute als „klassischer Bob“ bezeichnet wird. Die kinnlange Frisur, die Sassoon zuerst der Schauspielerin Nancy Kwan schnitt, wurde weltweit in Modemagazinen abgebildet und löste einen Boom aus. Der präzise Schnitt zeichnete sich vor allem dadurch aus, dass die Haare immer wieder in die ursprüngliche Position zurückfielen, ohne dass es eines aufwendigen Stylings bedurfte. Bezeichnend hierfür auch Sassoons Ausruf „Shake it, Baby!“, nachdem er einer Frau einen Bob geschnitten hatte.

### Gegenwart
Die Form des klassischen Bobs lieferte die Grundlage für zahlreiche Varianten. Verbreitete Abänderungen sind unter anderem ein schräg geschnittener Pony oder ausgefranste Seitenpartien. Eine asymmetrische Schnittweise wurde von der ehemaligen Sängerin der Spice Girls, Victoria Beckham, populär gemacht. Auch R&B-Sängerin Rihanna trug 2007 einen asymmetrischen Bob.

### Bekannte Trägerinnen
- Coco Chanel
- Selena Gomez
- Katie Holmes
- Joey King
- Eva Longoria
- Mireille Mathieu
- Herta Müller
- Katy Perry
- Diana Spencer
- Anna Wintour
- Angelina Jolie
- Taylor Swift

### Der „falsche Bob“
Eine Variante der Bob-Frisur ist der „faux Bob“ (falscher Bob). Hier werden die Haare nicht abgeschnitten, sondern der Schnitt mit dem Feststecken der Haare nur vorgetäuscht. Die Sängerin Taylor Swift und Schauspielerin Emma Watson trugen einen „falschen Bob“.

### Bilder

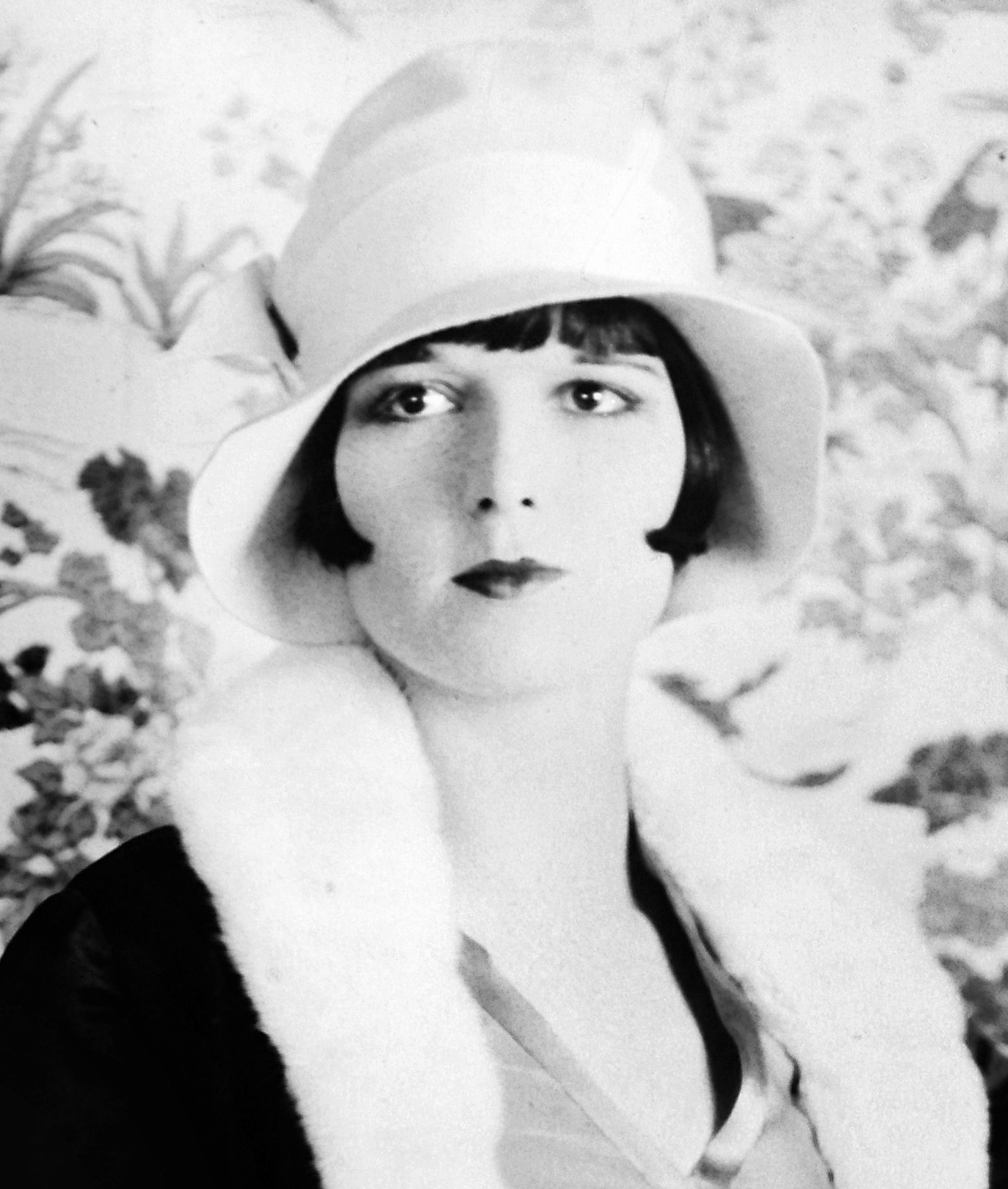
Louise Brooks
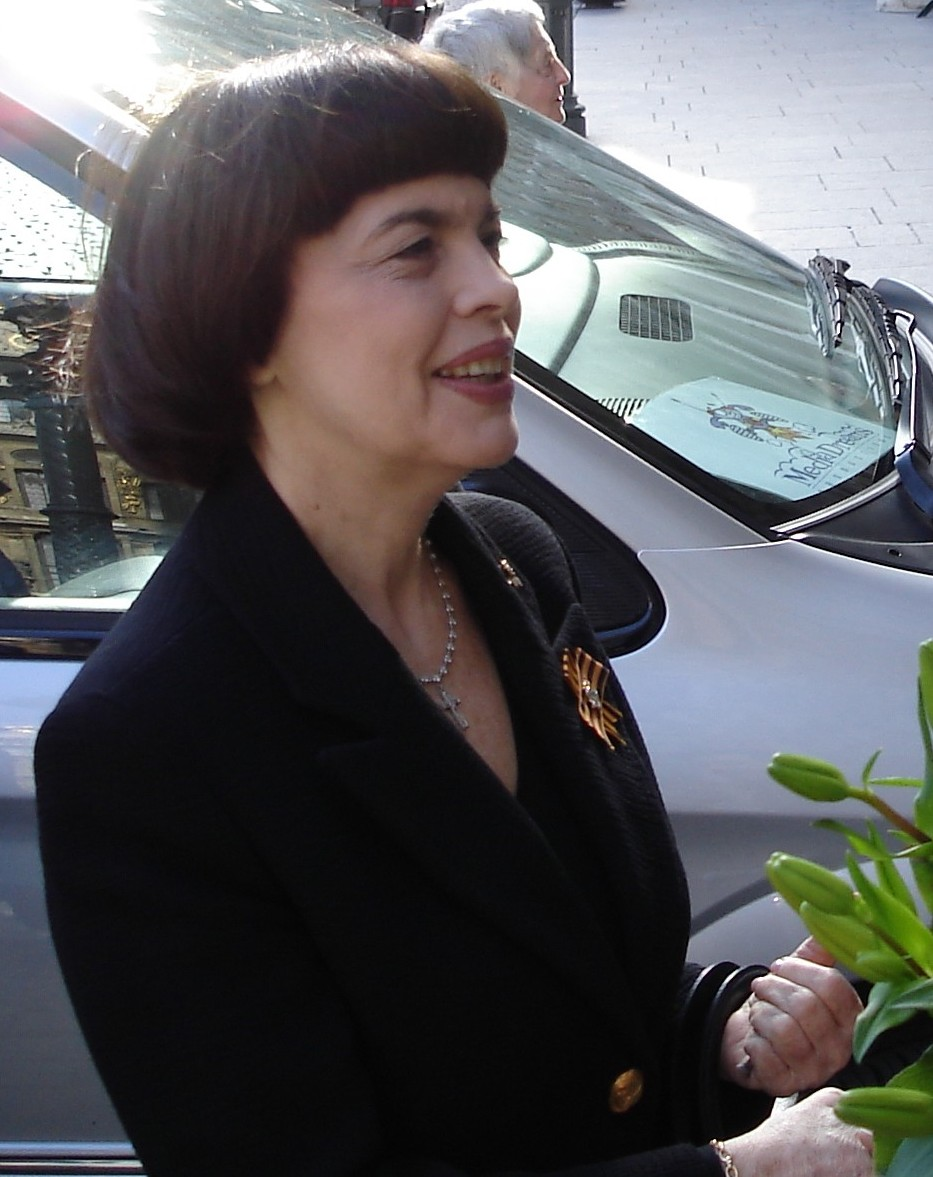
Mireille Mathieu
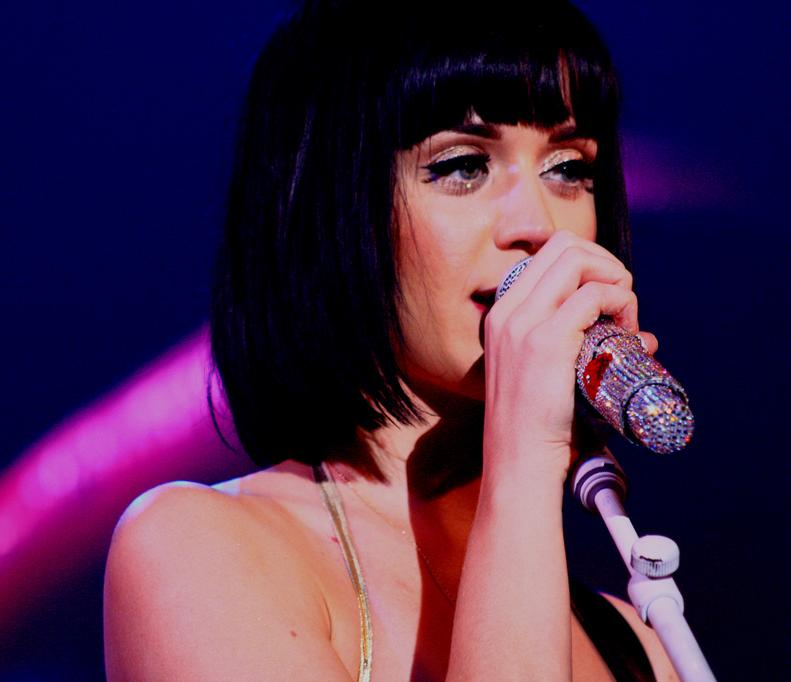
Katy Perry
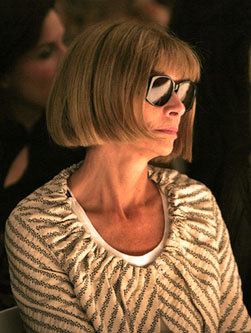
Anna Wintour
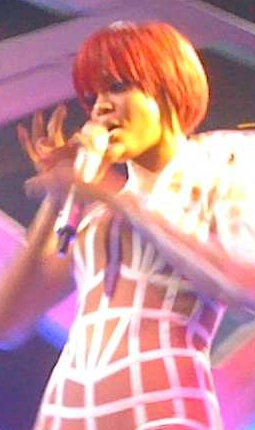
Rihanna

## Formen
Es gibt viele Variationen des Bobs, die immer wieder von den Modeschöpfern und Coiffeuren geändert werden. Die Grundversionen sind:
- asymmetrischer Bob: Der Bob wird im Nackenbereich asymmetrisch geschnitten, die Haare fallen daher unterschiedlich lang und können auch noch weitere Abstufungen erhalten.
- A-Line Bob: Beim A-Line Bob wird das Seitenhaar in Kinnlänge gerade abgeschnitten. Der Pony wird ebenfalls ganz gerade geschnitten und reicht nicht zu weit zu den Augenbrauen hinunter. Der Bob heißt nach der geradlinigen Schnittform, die an den Buchstaben A erinnert.
- Fingerwelle: Eine zur Frühzeit und noch mal in den späten 1990ern populäre Möglichkeit, die Frisur sanfter erscheinen zu lassen, bei der das Haar an den Seiten in S-ähnlicher Form eingerollt wird, meist durch Gel, Wachs oder Spray gehalten
- Graduierter Bob: Der Schnitt ist im Nacken kürzer, teils mit sichtbarem Haaransatz oder keilförmig anrasiert
- Jagged Bob: Der Schnitt ist im Nacken länger

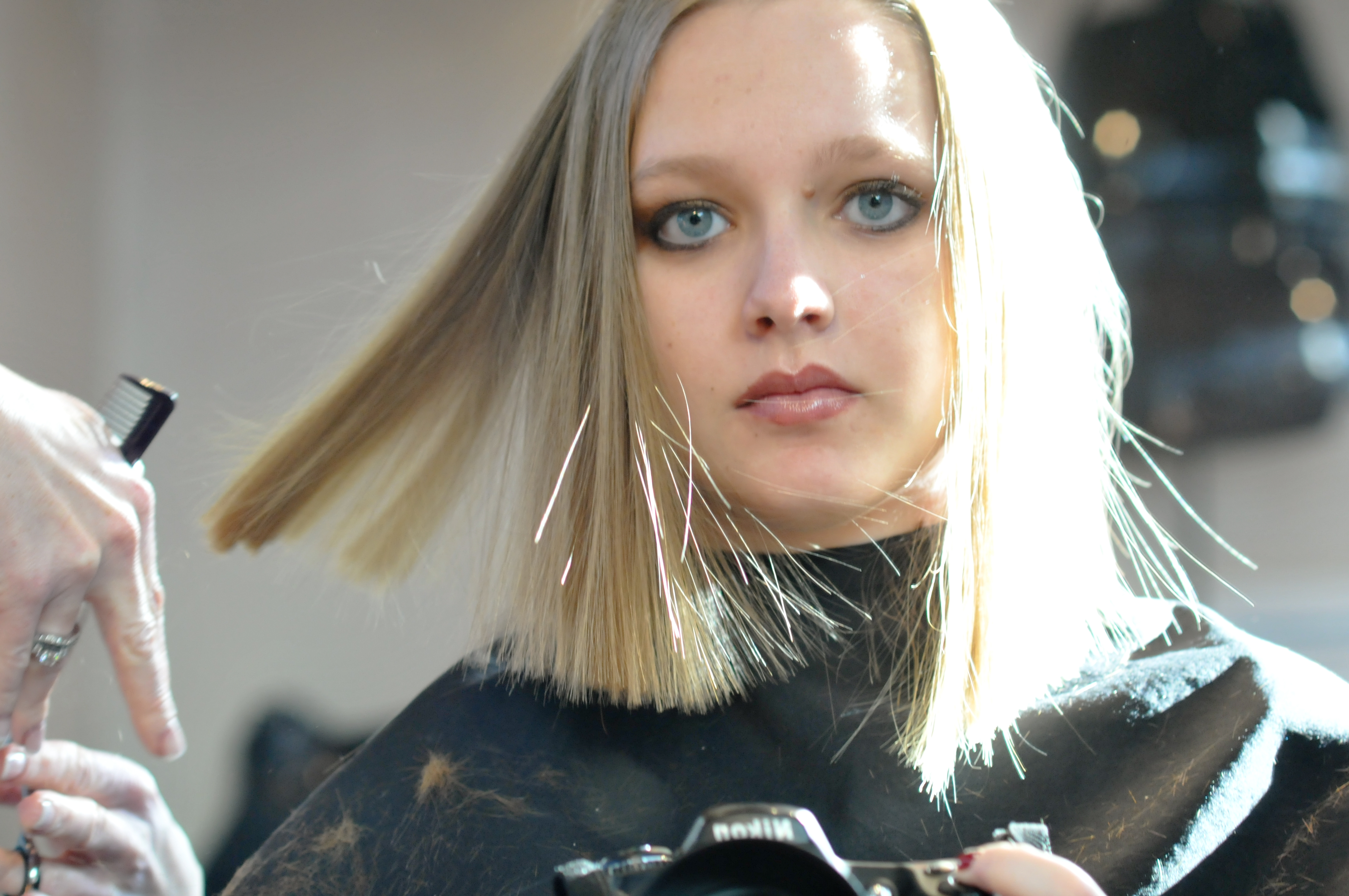
Long Bob

- Long Bob Long Bob: schulterlang, gescheitelt
- Mod Bob: durchgestufte, ausgefranste Seitenpartien, langer Pony
- Pilzbob: kurze Variante, symmetrisch geschnitten, viel Volumen am Hinterkopf, Pony und Seitenpartien haben dieselbe Länge
- Posh Bob: eine Bob-Art mit Seitenscheitel und gestufter Frontpartie. Meist werden die Haare einer Seite gerade getragen, die Haarpartie auf der anderen Seite wird jedoch nach klassischer Bobart nach vorne frisiert.[3]
- Stufenbob: Beim Stufenbob werden die Konturen rundum stufig geschnitten, dabei kann die Länge des Bobs durchaus unterschiedlich sein.